# Danh sách trận đánh trong lịch sử Việt Nam
Đây là danh sách các trận đánh, chiến dịch, cuộc vây hãm, hành quân, các cuộc giao tranh trong lịch sử Việt Nam, diễn ra trên lãnh thổ Việt Nam, qua các triều đại và các thời kì. Danh sách này sẽ chứa cả những cuộc chiến tranh, khởi nghĩa mà sử sách không chép chi tiết về các trận đánh trong đó. Danh sách này sẽ không bao gồm những vụ đảo chính và tranh chấp ngôi vị.

## Nhà Tiền Lý(544 - 603)
| Sự kiện                                | Kết quả                                                                                            |
| -------------------------------------- | -------------------------------------------------------------------------------------------------- |
| Chiến tranh Vạn Xuân-Lương (545 - 550) | Triệu Quang Phục đánh bại quân xâm lược nhà Lương và lên ngôi vua nước Vạn Xuân.                   |
| Chiến tranh Dã Năng-Vạn Xuân (557-571) | Lý Phật Tử đánh bại Triệu Quang Phục và lên ngôi vua nước Vạn Xuân. Dã Năng sáp nhập vào Vạn Xuân. |

## Nhà Ngô(938 - 967)
- Trận Bạch Đằng, 938

## Nhà Đinh(968-980)
- Dẹp Loạn 12 sứ quân

## Nhà Tiền Lê(980 - 1009)
- Trận Bạch Đằng, 981
- Đại Cồ Việt tấn công nhà Tống

## Nhà Lý(1009 - 1225)
- Chiến dịch đánh Tống, 1075-1076
- Trận Như Nguyệt, 1077

## Nhà Trần(1225 - 1400)
- Trận Đông Bộ Đầu (1258)
- Trận Thăng Long(1285)
- Trận Hàm Tử - Tây Kết(1285)
- Trận Chương Dương Độ(1285)
- Trận Bạch Đằng (1288)
- Chiến tranh Đại Việt- Chiêm Thành (1367-1396)

## Nhà Hồ (1400-1407)
- Chiến tranh Việt – Chiêm (1400–1407)
- Chiến tranh Đại Ngu – Đại Minh (1406-1407)

## Bắc thuộc lần 4(1407 - 1427)
- Chiến dịch giải phóng Nghệ An
- Trận Tốt Động-Chúc Động - 1426 - Khởi nghĩa Lam Sơn
- Trận Chi Lăng - Xương Giang - 1427 - Khởi nghĩa Lam Sơn

## Nhà Hậu Lê(1428 - 1789)
- Chiến tranh Đại Việt- Chiêm Thành (1446)
- Chiến tranh Đại Việt -Chiêm Thành (1471)
- Chiến tranh Lang Xang-Đại Việt (1478-1480)
- Trận Thăng Long (1516)

### Nam Bắc triều
- Trận Thăng Long (1551)
- Trận Thuận Hoá (1554)
- Trận sông Đại Lại (1555)
- Trận sông Giao Thủy (1557)
- Trận Tam Điệp (1589)
- Trận Thăng Long (1592)

### Trịnh Nguyễn phân tranh
- Trận cảng Eo (1643)
- Chiến dịch Lũy Thầy (1671 - 1672)
- Chiến dịch diệt họ Mạc ở Cao Bằng (1677)
- Chiến dịch diệt họ Vũ ở Tuyên Quang (1699)

## Nhà Tây Sơn (1789-1802)
- Trận Cẩm Sa (1775)
- Trận Ngã bảy (1782)
- Trận Rạch Gầm - Xoài Mút (1785)
- Chiến dịch Phú Xuân (1786)
- Chiến dịch Thăng Long (1786)
- Trận Mục Sơn (1787).
- Trận Ngọc Hồi - Đống Đa (1789)
- Trận Thi Nại (1792)
- Trận Thị Nại (1801)
- Trận Trấn Ninh (1802)

## Nhà Nguyễn(1802 - 1945)
- Dẹp Loạn Lê Duy Lương
- Dẹp Loạn Nông Văn Vân
- Dẹp Loạn Cao Bá Quát
- Dẹp Loạn Lê Văn Khôi
- Chiến tranh Đại Nam- Xiêm La (1833-1834)
- Chiến tranh Đại Nam- Xiêm La (1841-1845)
- Chiến dịch Nam Kỳ
- Trận Đà Nẵng (1858-1859)
- Trận Phước Thắng
- Trận thành Gia Định, 1859
- Trận Đại đồn Chí Hòa
- Trận Định Tường (1861)
- Trận Biên Hòa (1861-1862)
- Trận Vĩnh Long
- Trận Đà Nẵng (1859-1860)
- Trận Vĩnh Long
- Trận An Giang (1867)
- Trận Hà Tiên (1867)
- Biến cố Bắc Kỳ 1873
- Trận thành Hà Nội (1873)
- Trận Hưng Yên (1873)
- Trận Phủ Lý (1873)
- Trận Hải Dương (1873)
- Trận Ninh Bình (1873)
- Trận Nam Định (1873)
- Trận Cầu Giấy (1873)
- Chiến dịch Bắc Kỳ
- Trận thành Hà Nội (1882)
- Trận Hồng Gai (1883)
- Trận Quảng Yên (1883)
- Trận Nam Định (1883)
- Trận Gia Quất-Gia Lâm
- Trận Cầu Giấy
- Trận Phủ Hoài
- Trận Cửa Thuận An
- Trận Sơn Tây (1883)
- Trận Bắc Ninh (1884)
- Trận Hưng Hóa (1884)
- Trận Tuyên Quang (1884)
- Trận Bắc Lệ
- Trận Lạng Sơn (1885)
- Trận Kinh thành Huế 1885

## Chiến tranh Đông Dương
- Trận Hà Nội 1946
- Chiến dịch Việt Bắc - 1947
- Chiến dịch Biên giới - 1950
- Chiến dịch Trần Hưng Đạo 1951
- Chiến dịch Hoàng Hoa Thám 1951
- Chiến dịch Quang Trung 1951
- Chiến dịch Hòa Bình 1951
- Chiến dịch Tây Bắc 1952
- Chiến dịch Thượng Lào 1953
- Chiến dịch Điện Biên Phủ - 1954

## Chiến tranh Việt Nam
- Chiến dịch Hoàng Diệu
- Trận Ấp Bắc
- Trận Ia Đrăng
- Chiến dịch Ba Gia
- Trận Vạn Tường
- Trận Bình Giã
- Trận Đồng Xoài
- Trận Pleime (1965)
- Trận Đức Cơ
- Trận Long Tân
- Chiến dịch Đắk Tô-Tân Cảnh (1967)
- Trận Ông Thành
- Chiến dịch Đường 9 - Khe Sanh
- Trận Mậu Thân tại Huế
- Trận Đồi Thịt Băm
- Trận Đồi 723
- Chiến dịch Lam Sơn - 719
- Trận Bản Đông
- Chiến dịch Đắc Tô
- Trận Thành cổ Quảng Trị
- Chiến dịch Linebacker II
- Chiến dịch Xuân Hè 1972
- Chiến dịch Trị Thiên
- Chiến dịch Bắc Tây Nguyên
- Chiến dịch Nguyễn Huệ
- Chiến dịch Đường 14 - Phước Long
- Chiến dịch Tây Nguyên
- Chiến dịch Mùa Xuân 1975

## Sau năm 1975
- Chiến dịch phản công biên giới Tây-Nam Việt Nam
- Chiến tranh biên giới Việt–Trung 1979
- Hải chiến Trường Sa 1988